# Nudillo

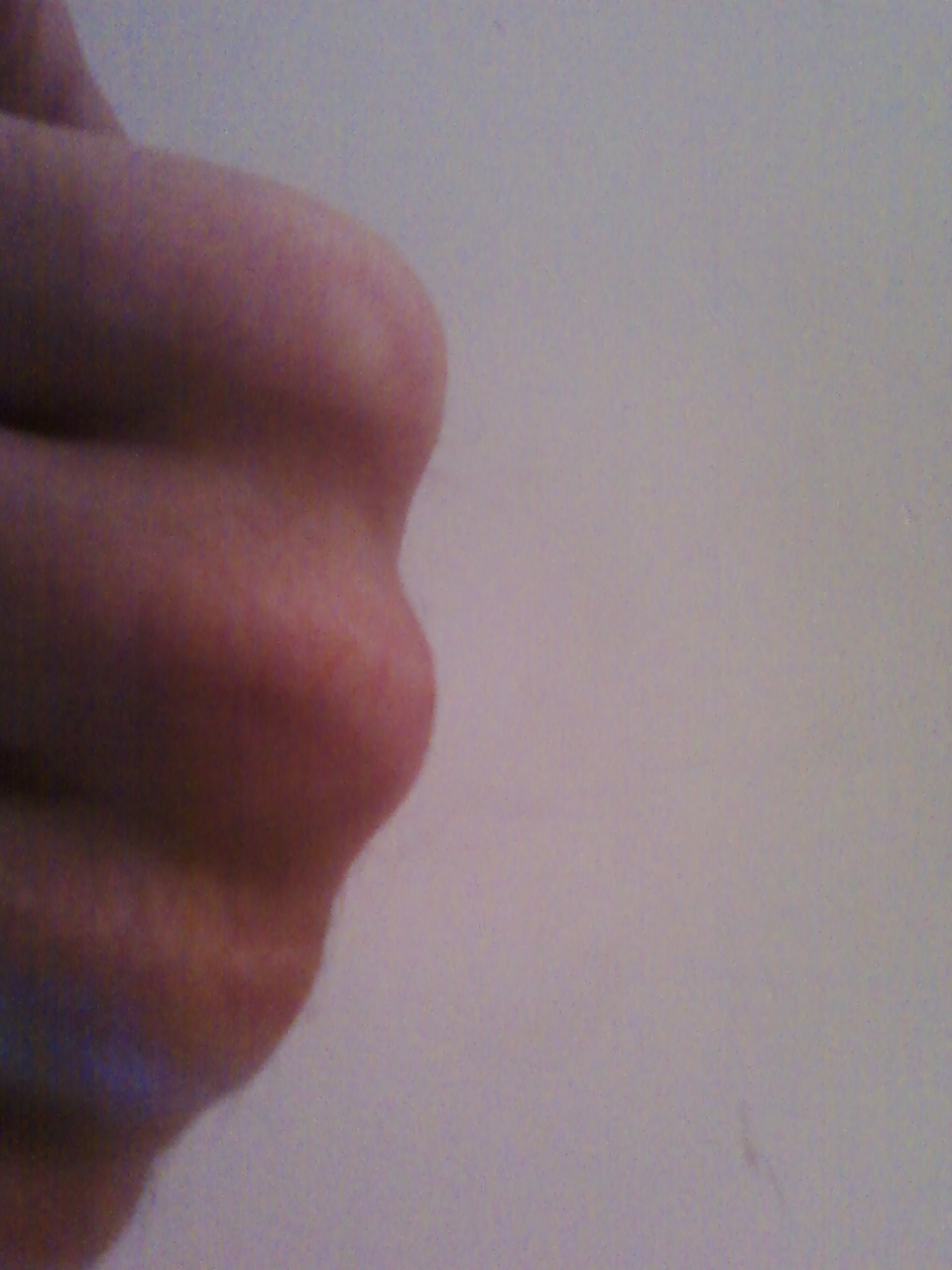
Los nudillos de la mano.

Los nudillos o artejos son las articulaciones de los dedos que tienden a ser prominentes cuando la mano se cierra. La definición médica del traumatólogo, precisa en la formación de las articulaciones metacarpofalángicas e interfalángicas de cada dedo o pulgar. Cabe destacar la sensibilidad de esta diartrosis o coyuntura debido al continuo y prolongado deterioro en plano dérmico y óseo.
- Datos: Q794715